# Cheroscelis
Cheroscelis là một chi bướm đêm thuộc họ Geometridae.